# كارلوس تمارا
كارلوس تمارا (بالإسبانية: Carlos Tamara) (مواليد 15 مارس 1983) هو ملاكم كولومبي، مثّل بلاده في الألعاب الأولمبية الصيفية 2004.

## روابط خارجية
كارلوس تمارا على موقع بوكس ريك (الإنجليزية) (registration required)
- كارلوس تمارا على موقع أوليمبيديا (الإنجليزية)